# Shenandoah (rivier)
De Shenandoah is een rivier in het oosten van de Verenigde Staten van Amerika. Ze stroomt door de staten Virginia en West Virginia en is ongeveer 241 km lang. De rivier haalt haar water voornamelijk uit het noordwesten van Virginia uit de valleien van de Appalachen aan de westzijde van de Blue Ridge Mountains.
De Shenandoah is een van de weinige Noord-Amerikaanse rivieren die naar het noorden stromen. De rivier ontstaat bij Front Royal bij Riverton in Virginia, waar de rivieren de South Fork Shenandoah en de North Fork Shenandoah samenkomen. De Shenandoah stroomt bij Harpers Ferry in West Virginia in de rivier de Potomac.
- Library of Congress Control Number: sh85121332
- National Archives and Records Administration: 10044185
- Nationale Bibliotheek van Tsjechië: ge1147904
- Nationale Bibliotheek van Israël: 987007536310805171